# フラフィリン
フラフィリン(Furafylline)は、メチルキサンチン誘導体である。気管支喘息の治療効果を長期間持続されるために、テオフィリンの代わりに用いられる。CYP1A2の阻害剤である。